# 星の王子 ニューヨークへ行く
『星の王子 ニューヨークへ行く』（ほしのおうじ ニューヨークへいく、原題：Coming to America）は、1988年公開のコメディー映画。主演エディ・マーフィ。監督ジョン・ランディス。

## ストーリー
プロローグ
豊かな自然と豊富な資源に囲まれたアフリカの王国ザムンダ。21歳の誕生日を迎えたアキーム王子は、過保護な両親により、未だに何一つ自分で決断させてもらえず、父親のジャッフェ・ジョッファ国王によって勝手に自分の花嫁を決められてしまう。
それに不満を持つ王子は、「自分の伴侶は自分で見つけたい」と花嫁探しの旅に出ることを申し出る。国王はアキームの申し出を「結婚する前に女遊びがしたい」と言っていると解釈し、快く快諾する。
序盤
アキームは世話係のセミを連れ、ニューヨークにやって来る。「身分関係無しに自らを愛してくれる女性」を見つけるべく、一般人を装うためクイーンズ区の安アパートの一室を借りたアキームは早速花嫁探しを始めるが、なかなか理想の女性を見つけられない。
そんな中、ある慈善イベントで出会ったリサに一目惚れしたアキームは、セミとともに彼女の父親が経営する「McDOWELL（マクドゥーウェル）」というハンバーガーショップで、「アフリカからの留学生」として働くことにする。リサには父親が決めたダリルという金持ちの婚約者がいたが、誠実なアキームに次第に惹かれていく。
中盤
一方、ニューヨークに女遊びをするつもりでアキームについて来たセミは、貧乏生活に嫌気が差し、部屋を改装して贅沢な生活を始める。しかし、部屋にリサを招きたいアキームは管理人の部屋と交換し、セミの小遣いを没収する。
小遣いがなくなり困ったセミは、「遊興費がなくなったため、100万ドル送金を」と国王に電報を打ったことから、怒った国王は王妃とともにニューヨークを訪れる。
終盤
セミから事情を聞いた国王と王妃は、アキームがいるリサの実家を訪れ、彼女に「アキームは女遊びをするために君を選んだだけだ」と告げる。ショックを受けたリサは家を飛び出し、それを知ったアキームはリサを地下鉄まで追いかける。
誤解は解けたものの、「王子とハンバーガー屋の娘では一緒にいられない」と告げられる。アキームは「王位継承権を放棄する」と地下鉄の乗客の前で宣言するが、リサは地下鉄を降り、どこかへ走り去った。
ラスト
帰国の日、アキームの気持ちを知った王妃は、アキームとリサの結婚を認めるように国王を説得する。「我が国のしきたりだ。どうすれば変わる？」と訊く国王に対し、「あなたが国王でしょう」と答える。
結婚式の日、浮かない顔のアキームが花嫁のベールを上げると、正体はリサであった。結婚式が盛大に行われ、2人は結婚する。

## 登場人物
アキーム・ジョッファ王子
21歳を迎えたばかりのザムンダ王国の王子。広大な庭と広い宮殿に住み非常に裕福な生活をしているが、世間知らずで外遊もしたことがない筋金入りの箱入り息子。両親の言いつけで日常生活のほとんどの世話を使用人にしてもらっているが、本人は煩わしく感じている。花嫁探しにニューヨークに数週間滞在し、バーガーショップで働くなど一般人の暮らしを体験する。滞在中は、周りに王子であることは伏せ「アフリカから来た留学生」と称して生活をする。箱入り息子ではあるものの、真面目で思慮深く心優しい性格をしている。
セミ
アキームが住む王国の友人。またアキームの武術の稽古相手を務める。アキームとは長い付き合いで非常に仲がいいが、時々テキトーな嘘を言ったり、気まぐれな所があるためアキームを振り回す。お調子者で根気がなく働くことがあまり好きではない。アキームの花嫁探しの旅行に付き添いニューヨークに同行し数日間をともに過ごす。
リサ・マクドゥーウェル
ニューヨークで出会ったアキームが好意を寄せる女性。普段は、父のバーガーショップで事務の仕事をしている。子供への募金活動を呼びかけるなど慈善活動にも積極的で、誠実で気さくな女性。普段は朗らかな人柄だが主張すべき時は、しっかり意見を伝える。

### ニューヨークに住む主な人たち
ダリル・ジェンクス
リサの恋人でクレオ公認の仲。整髪料を手がける会社の息子。リサやクレオの前ではいい人を装っているが、裏ではアキーム（ダリルはただの留学生と思い込んでいる）ら庶民を小馬鹿にした発言をする。ちなみに自身と両親・祖母までもが父親の会社の整髪料を愛用し、同じ髪型をしている。
クレオ・マクドゥーウェル
リサの父。バーガーショップの経営者。店の看板や商品がマクドナルドにそっくりだが、本人は否定している。アキームとセミを掃除などの雑用係として雇い始める。リサに対して社長の息子であるダリルとの結婚を勧めていたが、アキームが王子だと知ると即座にアキームとの結婚を勧めるなどちゃっかりした性格でがめついが、娘をバカにしたザムンダ国王に食って掛かるなど、父親らしい一面もある。
パトリス・マクドゥーウェル
リサの妹。ひょんなことからデートの相手としてアキームと出かけたことからアキームに好意を持つ。金持ちのダリルと付き合っているリサを羨ましがっているが、王子のアキームがリサに想いを寄せていることを知ると「姉さんばっかりずるい！」と部屋に引きこもる。その後、リサに振られたダリルが雨の中、部屋を訪れると、「しめた」という表情を浮かべながら、「濡れた服では風邪をひく」と服を脱がす。

### ザムンダ王国の関係者
ジャッフェ・ジョッファ王
アキームの父。ザムンダ国王であり最高権力者。王子であるアキームを溺愛しているが、やや自己中心的な性格で家族以外には厳しい態度を取る。数日後、夫婦でアキームの暮らしぶりを見にニューヨークまでやってくる。
エオリオン王妃
アキームの母。アキームの幸せを願うが、王子という立場上アキームが子供の頃から一人でお風呂やトイレに行く行為すら「はしたない行為」として、過剰な世話を使用人にさせている。古いしきたりを重んじ、アキームに婚約者との結婚を勧める。
オーハ首相
アキーム家族に仕える執事謙首相。アキームたちが日常の行動を起こすたび「パンパン！」と手を鳴らして使用人たちに合図を送り、ドアを開けさせるなどの指示を出す。数日後、国王夫妻や数人のお付とともにニューヨークを訪れる。
イマニ・イジー
古いしきたりによりジョッフェが勝手に決めたアキームの許嫁。生まれた時からアキームの妃になるために話し方や立ち居振る舞いを教育されてきた。

### 床屋の関係者
クラレンス
アキームが暮らすアパート１階に併設された床屋で働く。お喋り好きでボクシングの話などを喋りまくる。アキームを散髪し、生まれた時から伸ばしていた辮髪をカットする。
モーリス
床屋の従業員。あごひげの生えた黒人。クラレンスのボクシング談義に茶々を入れる。食いしん坊でクラレンスの床屋や『黒人意識集会』の座席でも食事をしている。
もう一人の床屋の従業員
有名人であるフランク・シナトラやキング牧師に会ったというクラレンスを『ホラ吹き』と評する。「黒人意識集会」では、他の聴衆が退屈そうにする中唯一ランディのことを大絶賛する。
ソール
クラレンスの床屋の常連客。白人のオシャレなお年寄り。クラレンスのボクサー話に同意したり、意見が分かれて興奮したりして盛り上がる。
床屋の客の少年
セリフはないが、散髪をされる間ボクサー話に花を咲かせるクラレンスや客たちの話を聞きながら頷いたり表情を変えるなど反応する。

### その他
アパートの管理人
アキームが暮らし始めたアパートの管理人。庶民的な暮らしを望むアキームが「このアパートで一番悲惨な部屋を借りたい」と言ったため、前の住人が事件に巻き込まれて空き部屋になった部屋を貸す。
ブラウン牧師
「黒人意識集会」という催しで、テレビ番組の司会者のような軽妙な語り口でキリストの教えを説く。後に開かれるクレオの家のパーティにも出席する。
ランディ・ワトソン
自身のバンド『セクシーチョコレート』でボーカルを担当。教会の聴衆の反応は、イマイチ人気がない。
とてつもなく不細工な女/フジテレビ版では「ゲイ・ボーイ」
ディスコで会ったアキームとセミに「今晩メチャメチャにしてあげるわ。二人まとめて」などと誘う性欲の強い女。
バーガーショップの従業員
クレオの店で働くぽっちゃりした男性。お客さんに商品を渡すなど接客を担当。父親のおかげで金目に物を言わせ横柄な態度を取るダリルを嫌っている。
バーガーショップ強盗
ショットガンらしき武器を持ち強盗に来る。クレオによるとクレオの店にこれまでに5回も強盗に訪れている。

## キャスト
| 役名                         | 俳優                           | 日本語吹き替え                                                   | 日本語吹き替え                                                   | 日本語吹き替え                                 |
| 役名                         | 俳優                           | ソフト版                                                         | フジテレビ版                                                     | 日本テレビ版                                   |
| ---------------------------- | ------------------------------ | ---------------------------------------------------------------- | ---------------------------------------------------------------- | ---------------------------------------------- |
| アキーム・ジョッファ王子     | エディ・マーフィ               | 谷口節                                                           | 下條アトム                                                       | 山寺宏一                                       |
| クラレンス                   | エディ・マーフィ               | 谷口節                                                           | 下條アトム                                                       | 山寺宏一                                       |
| ランディ・ワトソン           | エディ・マーフィ               | 谷口節                                                           | 下條アトム                                                       | 山寺宏一                                       |
| ソール                       | エディ・マーフィ               | 谷口節                                                           | 下條アトム                                                       | 山寺宏一                                       |
| セミ                         | アーセニオ・ホール             | 山寺宏一                                                         | 安原義人                                                         | 清水明彦                                       |
| とてつもなく不細工な女       | アーセニオ・ホール             | 山寺宏一                                                         | 安原義人                                                         | 清水明彦                                       |
| モーリス                     | アーセニオ・ホール             | 山寺宏一                                                         | 安原義人                                                         | 清水明彦                                       |
| ブラウン牧師                 | アーセニオ・ホール             | 山寺宏一                                                         | 安原義人                                                         | 清水明彦                                       |
| リサ・マクドゥーウェル       | シャーリー・ヘドリー           | 鵜飼るみ子                                                       | 小山茉美                                                         | 田中敦子                                       |
| ジャッフェ・ジョッファ王     | ジェームズ・アール・ジョーンズ | 藤本譲                                                           | 小林修                                                           | 内海賢二                                       |
| エオリオン王妃               | マッジ・シンクレア             | 片岡富枝                                                         | 北村昌子                                                         | 一城みゆ希                                     |
| ダリル・ジェンクス           | エリク・ラ・サル               | 石塚運昇                                                         | 牛山茂                                                           | 大塚明夫                                       |
| クレオ・マクドゥーウェル     | ジョン・エイモス               | 加藤精三                                                         | 穂積隆信                                                         | 大塚周夫                                       |
| パトリス・マクドゥーウェル   | アリソン・ディーン             | 伊倉一恵                                                         | 佐々木優子                                                       | 亀井芳子                                       |
| オーハ首相                   | ポール・ベイツ                 | 亀山助清                                                         | 安西正弘                                                         | 茶風林                                         |
| イマニ・イジー               | ヴァネッサ・ベル               | 吉田美保                                                         | 佐々木優子                                                       | 冬馬由美                                       |
| 家主                         | フランキー・フェイソン         | 小関一                                                           | 渡部猛                                                           | 松尾銀三                                       |
| バーガーショップの強盗       | サミュエル・L・ジャクソン      | 荒川太郎                                                         | 小室正幸                                                         | 大川透                                         |
| スイーツ                     | クリント・スミス               | 山寺宏一                                                         | 緒方賢一                                                         | 稲葉実                                         |
| モーリス                     | ルーイ・アンダーソン           | 荒川太郎                                                         | 桜井敏治                                                         | 桜井敏治                                       |
| バスケットボール会場の売り子 | ヴォンディ・カーティス＝ホール | 小室正幸                                                         | 島田敏                                                           |                                                |
| 路上の強盗                   | ルーベン・サンチャゴ＝ハドソン | 荒川太郎                                                         | 小室正幸                                                         |                                                |
| 床屋の客の少年               | キューバ・グッディング・Jr     | 台詞なし                                                         | 台詞なし                                                         | 台詞なし                                       |
| その他                       |                                | 大山高男 菅原淳一 滝沢ロコ 加藤正之 神代知衣 秋元羊介 秋元千賀子 | 池田勝 青木和代 滝沢久美子 村松康雄 伊井篤史 広瀬正志 火野カチコ | 宝亀克寿 水原リン 小野美幸 山下亜美 すずき紀子 |
|                              |                                |                                                                  |                                                                  |                                                |
| 演出                         |                                | 小山悟                                                           | 河村常平                                                         | 木村絵理子                                     |
| 翻訳                         |                                | 島伸三                                                           | 島伸三                                                           | 島伸三                                         |
| 制作                         |                                | 東北新社                                                         | 東北新社                                                         | 東北新社                                       |

- フジテレビ版：初回放送1991年10月12日 『ゴールデン洋画劇場』※正味約107分
- 日本テレビ版：初回放送1999年3月5日 『金曜ロードショー』※PAL方式に基づいて収録

## 製作
製作にあたり、ジョン・ランディスはイギリス・ブライトンのロイヤル・パビリオンと画家アンリ・ルソーの絵画に着想を得、架空の王国「ザムンダ」を造り上げた。ザムンダ王国の宮殿はプロダクション・デザイナーのリチャード・マクドナルドにより再現され、ヨーロッパ調の豪華絢爛な宮殿でマサイビーズをまとった女性が華麗に踊るという一見奇妙な組み合わせを絶妙に取り込んでいる。また、登場するザムンダ人は1950年代のクリスチャン・ディオールとガンビア、セネガルなどのアフリカ国の衣装を参考に、東アフリカのビーズ飾りと西アフリカの独特な織布、北アフリカのナイロンレースを融合させて造り上げている。
1987年よりプリ・プロダクションが開始され、翌1988年1月4日より断続的な猛吹雪の中、4か月に渡りニューヨークで撮影が行われた。